# Proteus (videojuego)
Proteus es un videojuego de simulación de caminata desarrollado por Ed Key and David Kanaga en 2013 para la plataforma Microsoft Windows, MacOS, Linux, Playstation 3 y PlayStation Vita. 

## Características
Proteus es un videojuego de exploración e inmersión apoyado por una banda sonora instrumentada por el ambiente que rodea al jugador. Jugado en primera persona, el principal medio de interacción es simplemente tu presencia en el mundo y cómo lo observas.
En Proteus los escenarios son generados procedimentalmente. 

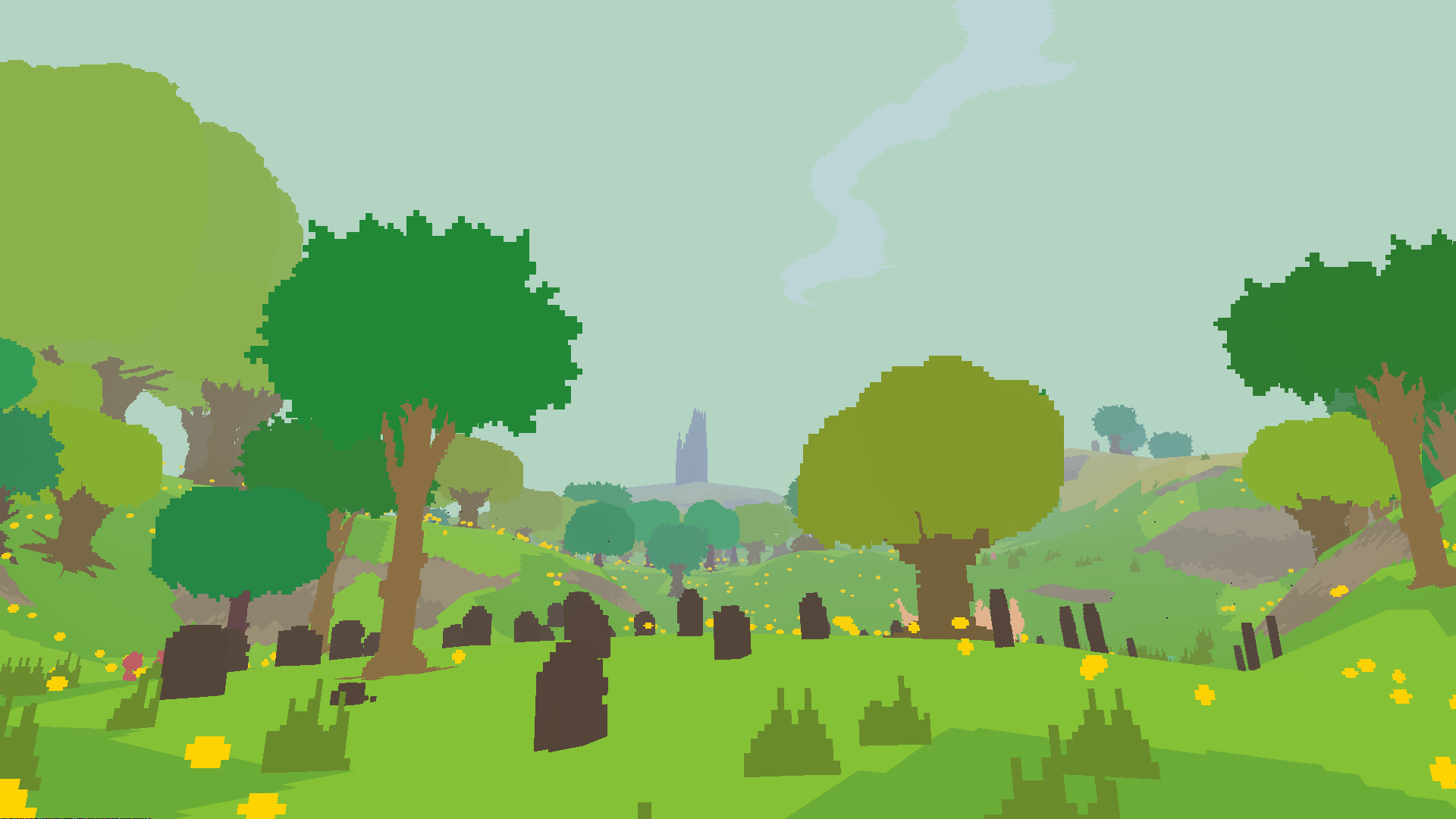
Áreas como este monumento hacen que se reproduzcan diferentes sonidos cuando los jugadores caminan cerca o a través de ellas.

## Recepción y crítica
Proteus tiene una valoración de 80 (sobre 100) en Metacritic como puntuación de la crítica y un 5.6 (sobre 10) como valoración de los usuarios. En su página oficial de Steam las reseñas generales están categorizadas como «Muy positivas». 

## Premios
- IndieCade 2011 - Premio a Mejor Audio.
- IGF 2012 - Finalista al Nuovo Award.
- Amaze 2012 - Premio a "Most Amazing Game".
- Fantastic Arcade 2012 - Selección oficial.
- Gamercity Prize 2012 - Shortlisted.